# خوان کروز مونتاگودو
خوان کروز مونتاگودو (انگلیسی: Juan Cruz Monteagudo؛ زادهٔ ۲۶ اکتبر ۱۹۹۵) بازیکن فوتبال اهل آرژانتین است.